# Panzer VI Tiger II
Il Panzerkampfwagen VII Ausf. B conosciuto anche col numero di identificazione dell'esercito Sonderkraftfahrzeug 182 (Sd. Kfz. 182), o informalmente come Tiger II o Königstiger (tedesco: Tigre reale - con riferimento alla Tigre del Bengala) è stato un carro armato pesante tedesco della seconda guerra mondiale. Il suo nome è spesso letteralmente tradotto nell'inglese King Tiger e indicato dalle forze britanniche anche come Royal Tiger. 
Nel gennaio 1943, pochi mesi dopo l'entrata in servizio del Panzer VI Tiger I, l'ufficio armamenti dell'esercito tedesco emanò la richiesta per un nuovo carro armato pesante con una torretta in grado di ospitare il potente cannone da 88 mm lungo 71,2 calibri.
L'appalto di progettazione venne affidato alle due migliori divisioni di ricerca allora disponibili: la Porsche e la Henschel & Sohn, e, come per il Tiger I, fu il modello della Henschel a risultare vincente date le caratteristiche di maggiore affidabilità e di facilità di produzione: da questo progetto nacque il Tiger II.

## Caratteristiche
Nonostante il legame dato dal nome, la struttura del Tiger II era completamente diversa da quella del Tiger I e richiamava quella del Panzer V Panther, con l'inclinazione dello scafo anteriore ripresa dal T-34 russo, in grado di ridurre notevolmente i danni delle granate perforanti usate dai cannoni anticarro.
Furono aggiunte le opportune modifiche come l'aumento della corazzatura in generale; quella anteriore sfiorava i 150 mm ed era inclinata a 50°, le piastre laterali di 80 mm erano inclinate a 25°, mentre la parte posteriore era composta da un'unica piastra da 80 mm inclinata a 30°. La torretta di inizio produzione dei primi 50 esemplari di Tiger II, era prodotta e progettata dalla Krupp, di forma tondeggiante e piuttosto sfuggente, era spessa 100 mm sul frontale, 80 mm ai lati e sul retro; tuttavia presentava inferiormente una trappola per i colpi. Anche per questo motivo fu sostituita a partire dal 1943 dalla torretta di seconda serie, più ampia e meglio corazzata, prodotta e progettata dalla Krupp; il design delle due torrette fu per lungo tempo erroneamente attribuito rispettivamente alla Porsche e alla Henschel. La torretta di seconda serie invece aveva una piastra frontale da 185 mm inclinata a 9° e piastra posteriore e laterali da 80 mm inclinate a 20°, con una scudatura del cannone sagomata a "muso di maiale" (tedesco: Saukopfblende) spessa 100 mm. La corazzatura comportava un peso notevole e con le sue 68,7 tonnellate il Tiger II fu uno dei carri armati più pesanti della seconda guerra mondiale. Per il Tiger II fu scelto lo stesso propulsore del Panther ma molto potenziato, un Maybach HL 230 P30 da 700 hp, in grado di muovere le 70 tonnellate del carro ad una velocità massima di 35 km/h; normalmente su strada raggiungeva i 28–30 km/h, e i 15 km/h su altri fondi; per il suo elevato consumo, gli 860 litri di benzina del serbatoio davano un'autonomia di appena 170 chilometri. L'armamento principale era il temutissimo cannone 8,8 cm KwK 43 L/71,2, con una dotazione di 80 granate nelle prime versioni e di 86 granate nelle versioni con la seconda torretta. Le munizioni erano generalmente:
- 50% Sprgr. per l'ingaggio contro obiettivi leggeri
- 50% Pzgr. 39/43 (APCBC)
- qualche Pzgr. 40/43 (APCR)
- raramente qualche Gr 39/3 HL (HEAT)

Le sole Pzgr.39/43 erano sufficienti a penetrare la corazza di qualsiasi carro armato dell'epoca anche oltre i 2000 metri (al di fuori della portata delle armi nemiche) esclusi l'M26 Pershing e soprattutto i carri pesanti sovietici IS-2.
| Dati di penetrazione di piastre d'acciaio RHA e FHA inclinate di 30° rispetto alla verticale, sparato dal cannone 8,8 cm KwK 43 L/71 | Dati di penetrazione di piastre d'acciaio RHA e FHA inclinate di 30° rispetto alla verticale, sparato dal cannone 8,8 cm KwK 43 L/71 | Dati di penetrazione di piastre d'acciaio RHA e FHA inclinate di 30° rispetto alla verticale, sparato dal cannone 8,8 cm KwK 43 L/71 | Dati di penetrazione di piastre d'acciaio RHA e FHA inclinate di 30° rispetto alla verticale, sparato dal cannone 8,8 cm KwK 43 L/71 |
| --- | --- | --- | --- |
| Munizione | PzGr. 39/43 (Armor Piercing Capped Ballistic Cap)                                                                                    | PzGr. 40/43 (Armor Piercing Composite Rigid)                                                                                         | HIGr. 39 (High Explosive Anti-Tank)                                                                                                  |
| Peso | 10,2 kg | 7,3 kg | 10 kg |
| Velocità alla bocca | 1.000 m/s | 1.130 m/s | 880 m/s |
| Penetrazione a 100 m | 202 mm | 237 mm | 90 mm |
| Penetrazione a 500 m | 185 mm | 217 mm | 90 mm |
| Penetrazione a 1.000 m | 165 mm | 193 mm | 90 mm |
| Penetrazione a 1.500 m | 148 mm | 170 mm | 90 mm |
| Penetrazione a 2.000 m | 132 mm | 152 mm | 90 mm |

## Problemi tecnici del Tiger II
Per colpa dell'eccessivo peso, il motore e la trasmissione erano molto spesso sotto sforzo causando una perdita di potenza del motore di circa 120 hp, il che lo rendeva lento e poco mobile (quindi un facile bersaglio per i cacciabombardieri alleati).
L'acciaio di bassa qualità con cui era realizzato lo rendeva soggetto a frequenti guasti meccanici. 
La sola accensione del motore portava ad un consumo di circa 20 litri di carburante, all'epoca poco e prezioso per colpa dei bombardamenti costanti alle stazioni di rifornimento.
Le riparazioni erano lunghe e faticose: per cambiare una ruota del treno di rotolamento ci voleva circa 1 giorno di lavoro con 6 meccanici esperti, la sostituzione del motore richiedeva circa 2 giorni.
Per portare i Tiger I e II ai fronti con i treni era necessario montare cingoli più stretti e su i terreni accidentati gli stessi si usuravano molto In fretta.
Essendo fragile e sensibile come il Panzer V Panther, il carro necessitava di personale ben addestrato e preparato. La gran parte di essi, però, arrivava alle unità operative con poca o nessuna esperienza e avevano, inoltre, poche ore per familiarizzare con il mezzo prima di entrare in azione.

## Produzione e varianti

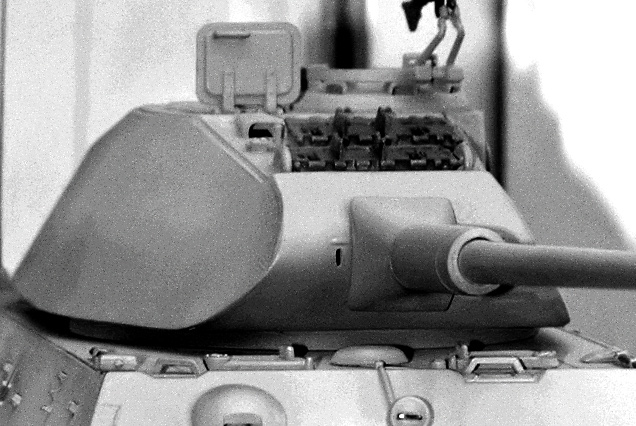
Modello della torretta di pre-produzione montata sulle prime versioni del Tiger II

Tra il gennaio 1944 e il marzo 1945 vennero prodotti 489 esemplari, ognuno con un numero di identificazione individuale stampato sulla torretta. Queste le produzioni:
- 1943: 3
- 1944: 377 (di cui 50 con torretta di pre-produzione , il resto con torretta di serie)
- 1945: 107 (con torretta di serie)

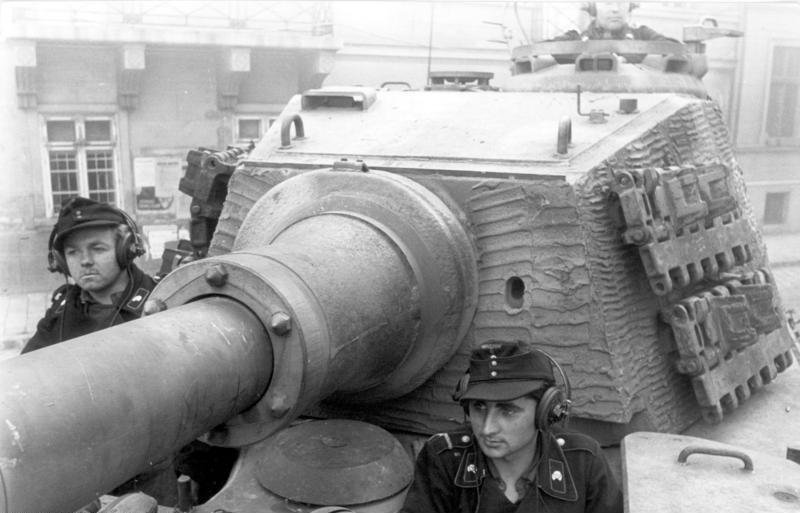
Un Tiger II presso Budapest, ottobre 1944. È visibile la torretta di serie

Nel tardo 1944 la Krupp propose di montare sul carro un nuovo cannone, il 10.5 cm KwK L/68, proposta respinta. Altre proposte riguardarono la sostituzione del motore Maybach HL230 con un HL234 da 900 hp, il miglioramento degli apparati di mira, l'aggiunta di ulteriori 12 munizioni e di un sistema di filtraggio dell'aria per proteggere l'equipaggio dai gas; ma tali proposte non vennero mai accettate o comunque la guerra finì prima che questi miglioramenti potessero essere implementati. Per quanto riguarda i derivati, l'unica variante sviluppata dal Tiger II fu il cacciacarri da 76 tonnellate Jagdpanzer VI Jagdtiger, un mezzo a malapena semovente (aveva lo stesso motore del Tiger II, ancora più stressato e facile al surriscaldamento), armato con un pezzo di origine antiaerea da 128 mm e una corazza frontale inclinata spessa 250 mm; fu prodotto in soli 88 esemplari tra il luglio 1944 e il marzo 1945. Questi mezzi furono divisi in due battaglioni: uno operò nella disperata controffensiva "Nordwind" nel gennaio del 1945, sconfitto quasi unicamente dalla pesantezza dei propri mezzi e dalla loro avidità di carburante più che dalla gagliarda reazione delle truppe gaulliste e statunitensi. Nonostante diverse affermazioni di parte sovietica non vi sono prove che la seconda unità abbia preso parte alla difesa di Budapest; gli esemplari caduti in mano all'Armata Rossa possono essere stati catturati inermi in qualche deposito o snodo ferroviario.

## In guerra

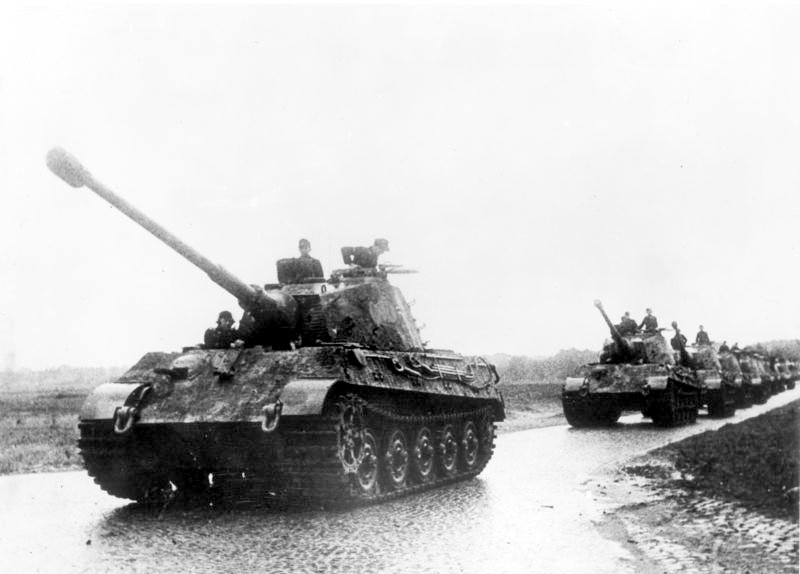
Colonna di Tiger II in marcia

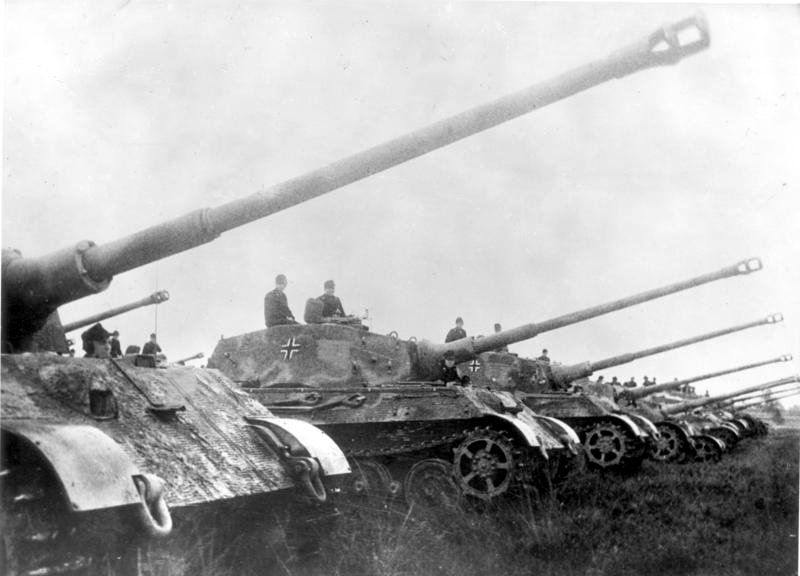
Tiger II dello schwere Panzerabteilung 503

I primi Tiger II furono distribuiti ai reparti d'addestramento tra il gennaio e il maggio 1944, e solamente a giugno i primi esemplari furono consegnati ai reparti operativi: tra questi vi fu lo schwere Panzerabteilung 503, che con a disposizione circa 14 Tiger II fu il primo reparto a utilizzare il nuovo carro contro gli Alleati in Normandia, tra Troarn e Demouville il 18 luglio 1944. Nel dicembre 1944 lo Schwere SS-Panzer-Abteilung 101, che contava almeno 20 Tiger II, venne posto alle dipendenze del Kampfgruppe Peiper durante l'Offensiva delle Ardenne. Il 503°, forte di 45 Tiger II, partecipò anche all'Operazione Margerethe e alla battaglia di Debrecen del 1944 e registrò la distruzione di 121 carri sovietici e 244 armi anticarro al prezzo della perdita di soli 25 Tiger II (di cui due ritirati per problemi tecnici). I Tiger II parteciparono anche all'offensiva del lago Balaton del marzo 1945, alla battaglia delle Alture di Seelow nell'aprile del 1945 e alla battaglia di Berlino al termine della guerra.

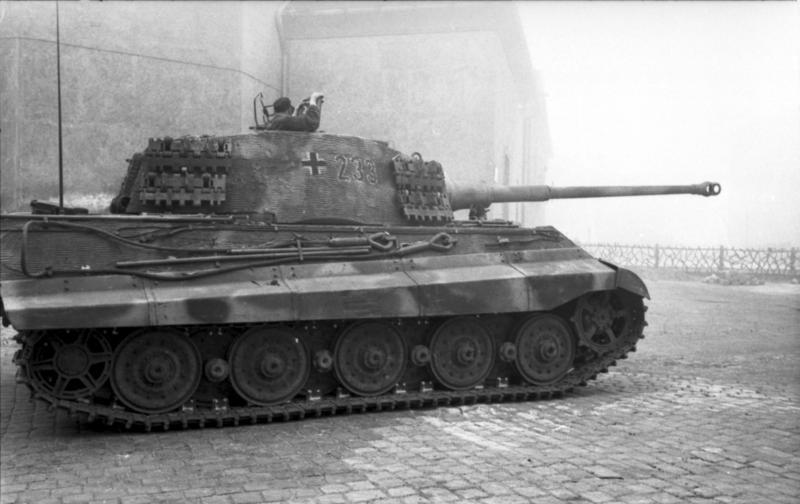
Un Tiger II in azione nei pressi di Budapest

## Esemplari superstiti
Sono attualmente conservati otto esemplari del carro armato.
- Esemplare V2[2] - The Tank Museum, Bovington (Regno Unito)
- Esemplare 280093[3] - The Tank Museum, Bovington (Gran Bretagna)
- Esemplare 280101 - Deutsches Panzermuseum, Münster (Germania)
- Esemplare 280273 - Musée December 44, La Gleize (Belgio)
- Esemplare 280112 - Musée des Blindeés, Saumur (Francia)
- Esemplare 280215[4] - Schweizerisches Militärmuseum, Full-Reuenthal (Svizzera)
- Esemplare 502 - Museo dei mezzi corazzati, Kubinka (Russia)
- Esemplare 280243 - National Armor and Cavalry Museum, Fort Benning (Stati Uniti)
- La Gleize (Belgio), monumento pubblico